# إي - إي (لا يوجد شيء آخر للقول)
إي، إي (لا يوجد شيء آخر للقول) أو إي، إي (نوثينغ إيلس أي كان ساي) (بالإنجليزية: Eh, Eh (Nothing Else I Can Say)‏ أغنية للفنانة الأمريكية ليدي غاغا من ألبومها الأول 'الشهرة'.
تتحدث الأغنية عن الانفصال عن حبيب قديم وإيجاد آخر جديد، وقد لقيت الأغنية بشكل عام نقداً سيئاً، فقد وصفت بأنها جافة ومن غير حياة، وغير ملائمة للألبوم الذي وصف بأنه كحفلة أقامتها فتاة شقية.

## الموسيقى التصويرية
أخذ الكليب طابعاً أمريكياً-إيطالياً من العقد الخامس للقرن العشرين. يبدأ الفيديو بلقطة لحي 'إيطاليا الصغيرة' '(Little Italy)'، ومن ثم لقطة لغاغا تركب ال'فيسبا'. أول عشرون ثانية من الكليب تظهر لقطات كثيرة لرجال عديدين ولغاغا وللمدينة. المشهد الرئيسي الأول يظهر غاغا في مطعم مع بعض الأصدقاء تضحك وتقهقه وهي واقفة على الطاولة. تظهر غاغا بعدها ماشية مع أصدقائها حول الحي وهي تنظر للكاميرا. بعدها تظهر وهي تستيقظ من السرير لتظهر حذائها الزهري ذا الكعب العالي. تغني غاغا وتطبخ لرجل في البيت بينما ترقص. كما تظهر لكيّ بعض الثياب بينما يصرخ الرجل في وجه أحدهم في الهاتف. يظهر كلبا غاغا المنقطان اللذان ظهرا في وجه البوكر مرة أخرى في هذا الكليب. أخيراً تستلقي على الكنبة بينما تضع قدماها على الرجل. تظهر بعد ذلك غاغا مرتدية ثوباً أصفراً مصنوعاً من الأزهار مع ساعة صفراء وهي تغني الأغنية مع تسريحة شعر مميزة. تنتقل بعد ذلك الكاميرا بسرعة إلى مشهد السرير وينتهي الكليب.

## الروابط الخارجية
ليدي غاغا : فيديو : إي، إي (لا يوجد شيء آخر للقول) تسجيلات إنترسكوب